# Koszalin Wąskotorowy

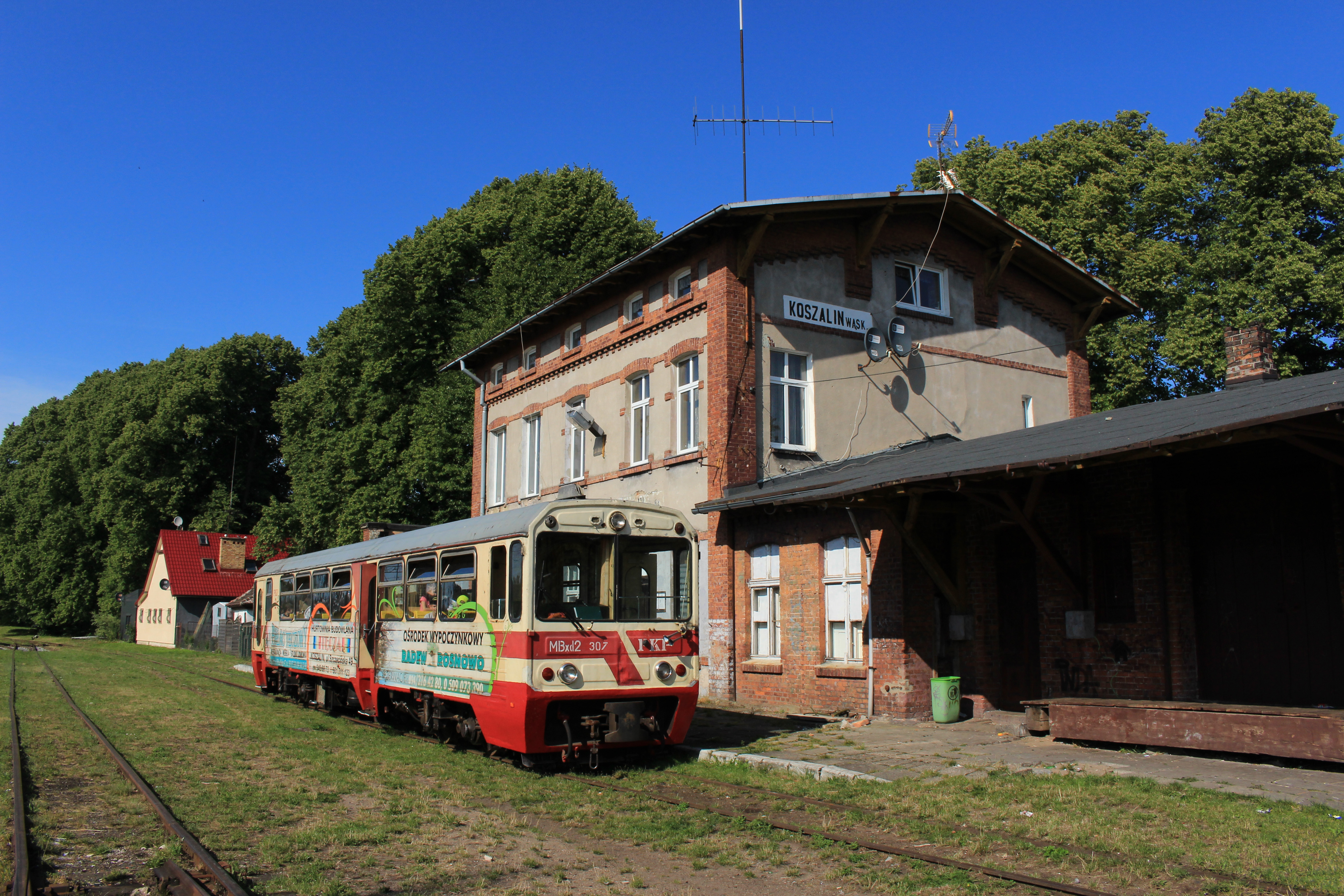
Koszalin Wąskotorowy (2019)

Koszalin Wąskotorowy – wąskotorowa stacja kolejowa w Koszalinie, w województwie zachodniopomorskim, w Polsce. Jest stacją początkową Koszalińskiej Kolei Wąskotorowej.

## Położenie
Stacja Koszalin Wąskotorowy znajduje się w centrum miasta w pobliżu stacji Koszalin. Dworzec znajduje się na ulicy Kolejowej 4.

## Historia
Stacja powstała 10 listopada 1898 roku jako stacja styczna do stacji normalnotorowej.
Na terenie stacji wybudowano zapadnię transporterową do załadunku wagonów normalnotorowych na platformy wąskotorowe serii Tddyyhp (zachowana do dziś), a także rampę typu czołowego do załadunku taboru wąskotorowego na platformy normalnotorowe (tor normalny został rozebrany).

## Linia kolejowa
Do Koszalina Wąskotorowego dochodzi linia kolejowa Koszalin Wąskotorowy – Bobolice Wąskotorowe. Linia jest niezelektryfikowana, wąskotorowa o rozstawie szyn 1000 mm. Obecnie jest użytkowana na odcinku do Rosnowa.

## Ruch pociągów
Ruch planowych pociągów pasażerskich wstrzymano 1 października 2001. Ruch pasażerski (turystyczny) wznowiono we wrześniu 2008.

## Infrastruktura
Budynek dworcowy jest zbudowany z cegły, częściowo otynkowany.